# Rhododendron cavaleriei
Rhododendron cavaleriei är en ljungväxtart som beskrevs av H. Lév. Rhododendron cavaleriei ingår i släktet rododendron, och familjen ljungväxter. Inga underarter finns listade i Catalogue of Life.